# كاترين ماتشادو
كاترين ماتشادو (بالإنجليزية: Catherine Machado)‏ هي متزلجة فنية أمريكية، ولدت في 20 أبريل 1936 في سانتا مونيكا في الولايات المتحدة.

## وصلات خارجية
- كاترين ماتشادو على موقع أوليمبيديا (الإنجليزية)